# Yi-Fu Tuan

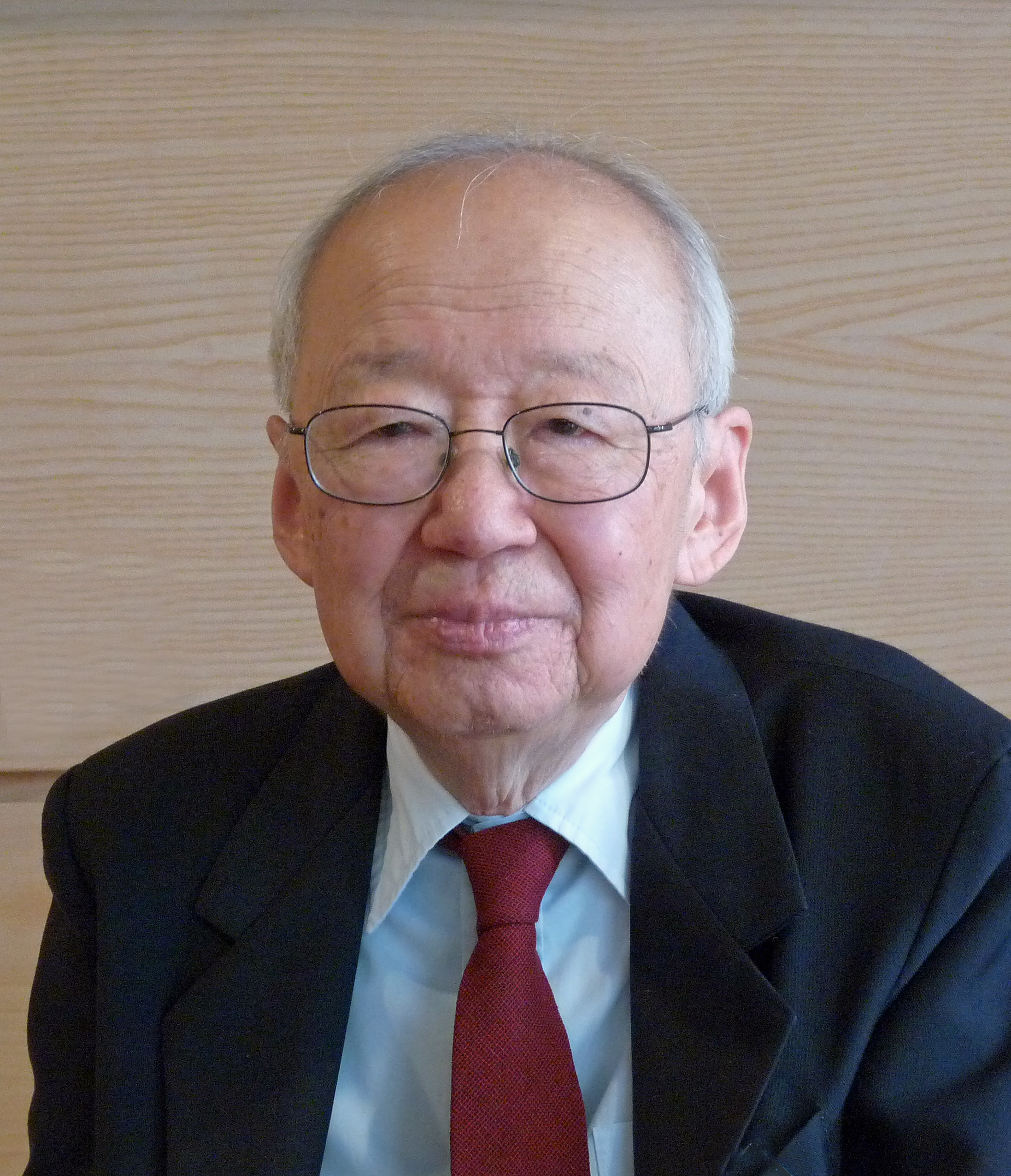
Yi-Fu Tuan (2012)

Yi-Fu Tuan, chiń. 段義孚; pinyin Duàn Yìfú (ur. 5 grudnia 1930 w Tianjin w Chinach, zm. 10 sierpnia 2022) – geograf amerykański pochodzenia chińskiego. Jeden z prekursorów geografii humanistycznej, autor indywidualistycznej koncepcji miejsca i przestrzeni.
Tuan studiował na University College w Londynie, choć tytuł B.A oraz M.A. uzyskał w 1951 oraz 1955 na University of Oxford. Później przeprowadził się do Kalifornii, gdzie w 1957 roku otrzymał tytuł Ph.D. na University of California w Berkeley.

## Publikacje
- Yi-Fu Tuan, Przestrzeń i miejsce, przeł. Agnieszka Morawińska, wstęp Krzysztof Wojciechowski, Państwowy Instytut Wydawniczy, Warszawa 1987, ISBN 83-06-01466-9.

- Architecture And Human Nature (Architektura i natura ludzka), 1963.
- The Desert and the Sea: A Humanistic Interpretation (Pustynia i morze. Interpretacja humanistyczna), 1963.
- Architecture and the Computer (Architektura i komputer), 1965.
- Attitudes toward Environment: Themes and Approaches (Postawy wobec środowiska. Tematy i podejścia), 1967.
- Discrepancies between Environmental Attitude and Behavior: Examples from Europe and China (Rozdźwięk między postawą wobec środowiska a zachowaniem. Przykłady z Europy i Chin), 1968.
- The Hydrology Cycle and the Wisdom of God (Cykl hydrologiczny i Mądrość Boża), 1968.
- Man and Nature (Człowiek i przyroda), 1971.
- Geography, Phenomenology and the Study of Human Nature (Geografia, fenomenologia i studium natury ludzkiej), 1971.
- Topophilia: A Study of Environmental Attitides and Values (Topofilia. Studium percepcji środowiska, postaw i wartości), 1974.
- Images and Mental Maps (Wyobrażenia i mapy rozumowe), 1975.
- Space and Place: the Perspective of Experience (Przestrzeń i miejsce. Perspektywa doświadczania), 1977.
- The City: Its Distance from Nature (Miasto. Jego dystans od przyrody), 1978.
- Sacred Space: Exploration of an Idea (Przestrzeń święta. Analiza pojęcia), 1978.
- Landscape’s Affective Domain: Raw Emotion to Intellectual Delight (Domeny uczuciowe krajobrazu. Od prostych emocji do przyjemności intelektualnej), 1978.
- Sign and Metaphor (Znak i metafora), 1978.
- Children and the Natural Environment (Dzieci i środowisko naturalne), 1978.
- Landscapes of Fear (Krajobrazy strachu), 1980.
- Landscape as Text (Krajobraz jako tekst), 1982.
- Architecture and Morality (Architektura i moralność), 1983.